# Stokesosaurus
Lo stokesosauro (Stokesosaurus clevelandi) era un dinosauro carnivoro vissuto nel Giurassico superiore (circa 150 milioni di anni fa). I suoi resti sono stati ritrovati in USA.

## Descrizione
Questo dinosauro è stato descritto inizialmente sulla base di un ilio di forma particolare, dotato di un elemento verticale. Anche una scatola cranica e una premascella sono state associate al ritrovamento. Dai pochi resti ritrovati, gli studiosi hanno ipotizzato che questo animale fosse bipede, di struttura leggera e fosse lungo circa 4 metri.

## Classificazione
I resti dello stokesosauro furono descritti per la prima volta nel 1974 da Madsen, che classificò l'esemplare proveniente dallo Utah come Stokesosaurus clevelandi. Una forma un po' più recente è stata rinvenuta in Inghilterra, ed è stata descritta nel 2008 come Stokesosaurus langhami. Questa forma, più grossa e robusta della precedente, è nota grazie a numerose ossa appartenenti a un esemplare che in vita doveva raggiungere i 5 metri di lunghezza e i 350 chilogrammi di peso. Uno studio più recente del 2013, tuttavia, ha riconosciuto questa specie come appartenente a un genere a sé stante, Juratyrant.
Lo stokesosauro è considerato un primitivo rappresentante dei tirannosauroidi, un gruppo di teropodi celurosauri che nel corso del Cretaceo diede origine a forme giganti (tirannosauridi). Una forma simile, vissuta nel Giurassico medio, è rappresentata dal genere Iliosuchus, mentre nel Giurassico superiore del Portogallo è noto il minuscolo Aviatyrannis.